# Уэст-Кейп-Хоуи
Национальный парк Уэст-Кейп-Хоуи (англ. West Cape Howe National Park) — национальный парк в штате Западная Австралия, расположенный в округе Большой Южный в 390 км к юго-востоку от столицы штата Перта между Албани и Денмарк непосредственно в Большом Албани. Площадь парка составляет 36,05 км².
На территории парка находится самая южная точка материковой части Западной Австралии Торбей-Хед. Парк выходит на побережье Южного океана и занимает примерно 23 км береговой линии между Лоулендс-Бич и Форсайт-Блафф.

## История
Парк изначально принадлежал графству Албани в 1977 году и предназначался для отдыха. К 1985 году район был объявлен заповедником класса C по соглашению между графством и передан Управлению национальных парков и охраны природы. После добавления дополнительных 41 га, которые представляли собой лесной заповедник вдоль северной границы, в 1987 году парку был присвоен статус класса А. В настоящее время парк является единым заповедником и включает территорию в 3 517 га.

## Флора
В парке находятся несколько растительных сообществ, включая лес карри, прибрежные пустоши и заболоченные земли, на каждой из которых обитает разнообразная растительность. В районе озера Уильям произрастают густые осоковые заросли и редкие виды, такие как Amperea volubilus и один из видов чайного дерева Melaleuca croxfordiae. В парке также растёт насекомоядное растение цефалот (Cephalotus follicularis).

## Описание
Из-за песчаного характера многих трасс большая часть парка доступна только для полноприводных автомобилей, хотя до популярного пляжа Шелли, где расположен кемпинг можно добраться и на обычном автомобиле. В Шелли-Бич также есть смотровая площадка, туалет, место для барбекю и площадка для запуска дельтапланов. Близлежащий пляж Золотые Ворота также является популярным местом для сёрфинга.
Через парк проходит пешеходная тропа большой протяженности Западной Австралии, Трек Биббулмун. В парке есть много возможностей для любителей активного отдыха, включая 15-километровую (9,3 мили) обратную тропу от трассы до Торбей-Хед и дощатый участок трассы. На западе парка есть лагерь для ночёвки для пеших прогулок на 12-15 человек «West Cape Howe Campsite».

## Галерея

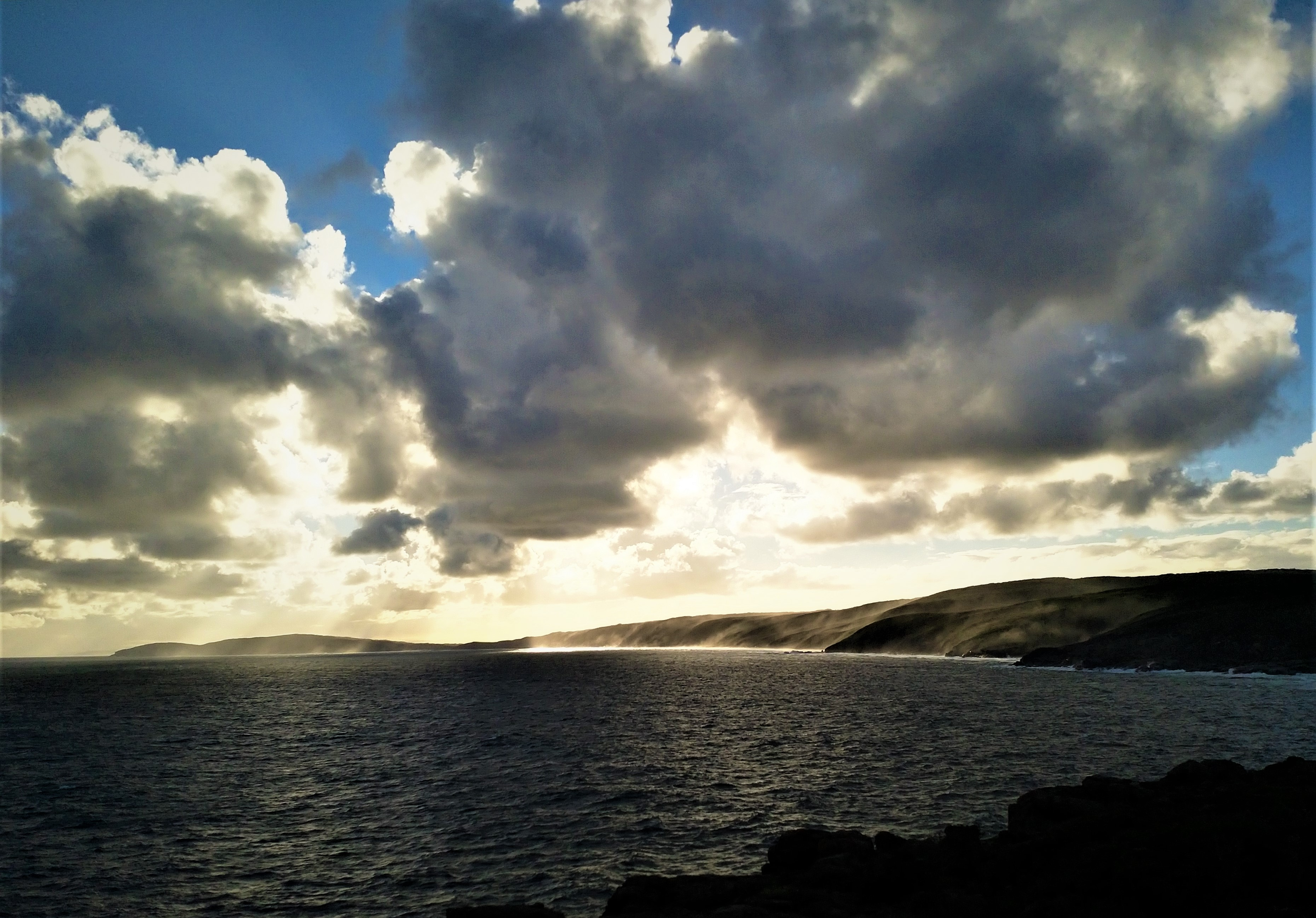
Парк вечером
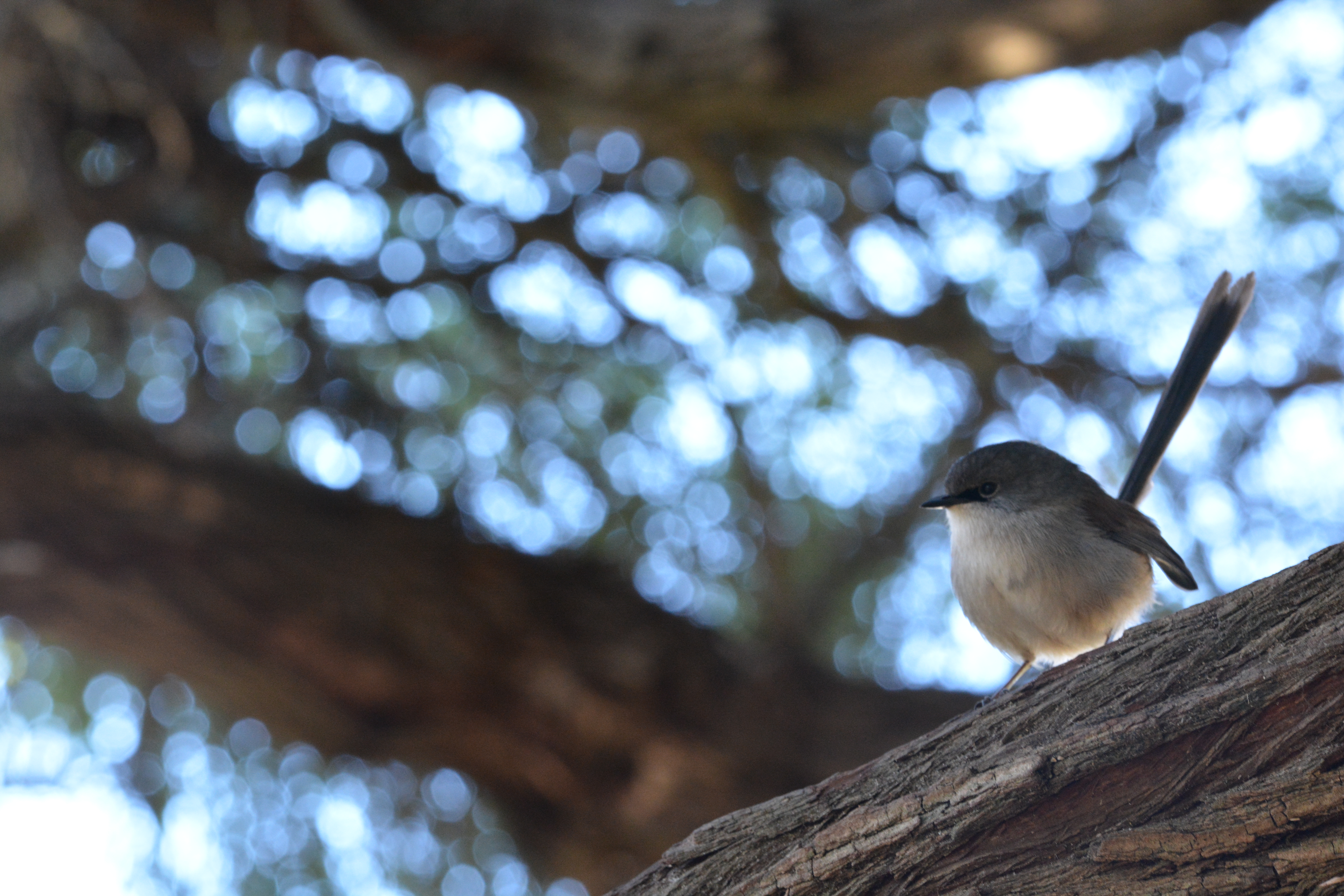
Блестящий расписной малюр в парке
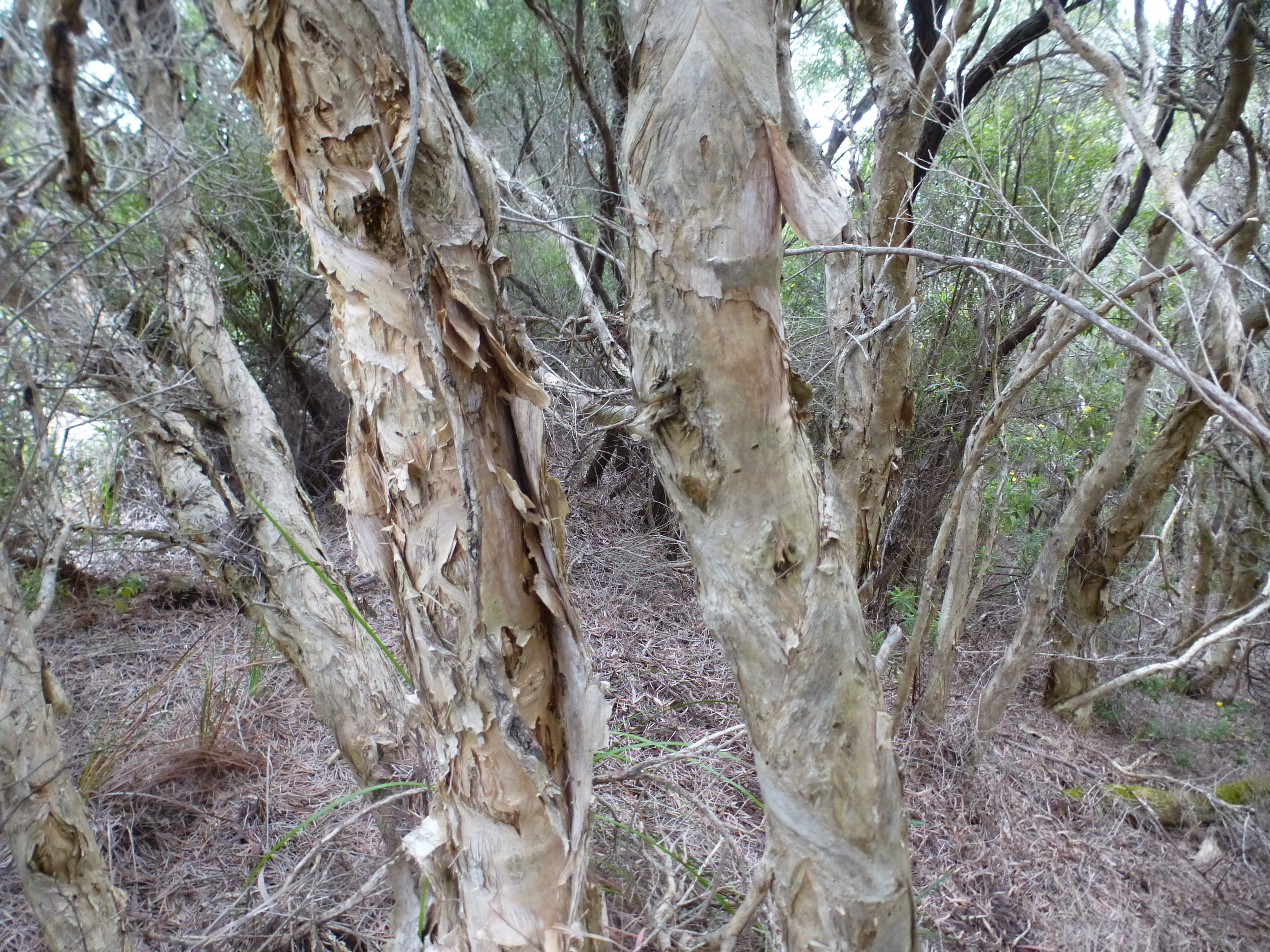
Melaleuca croxfordiae
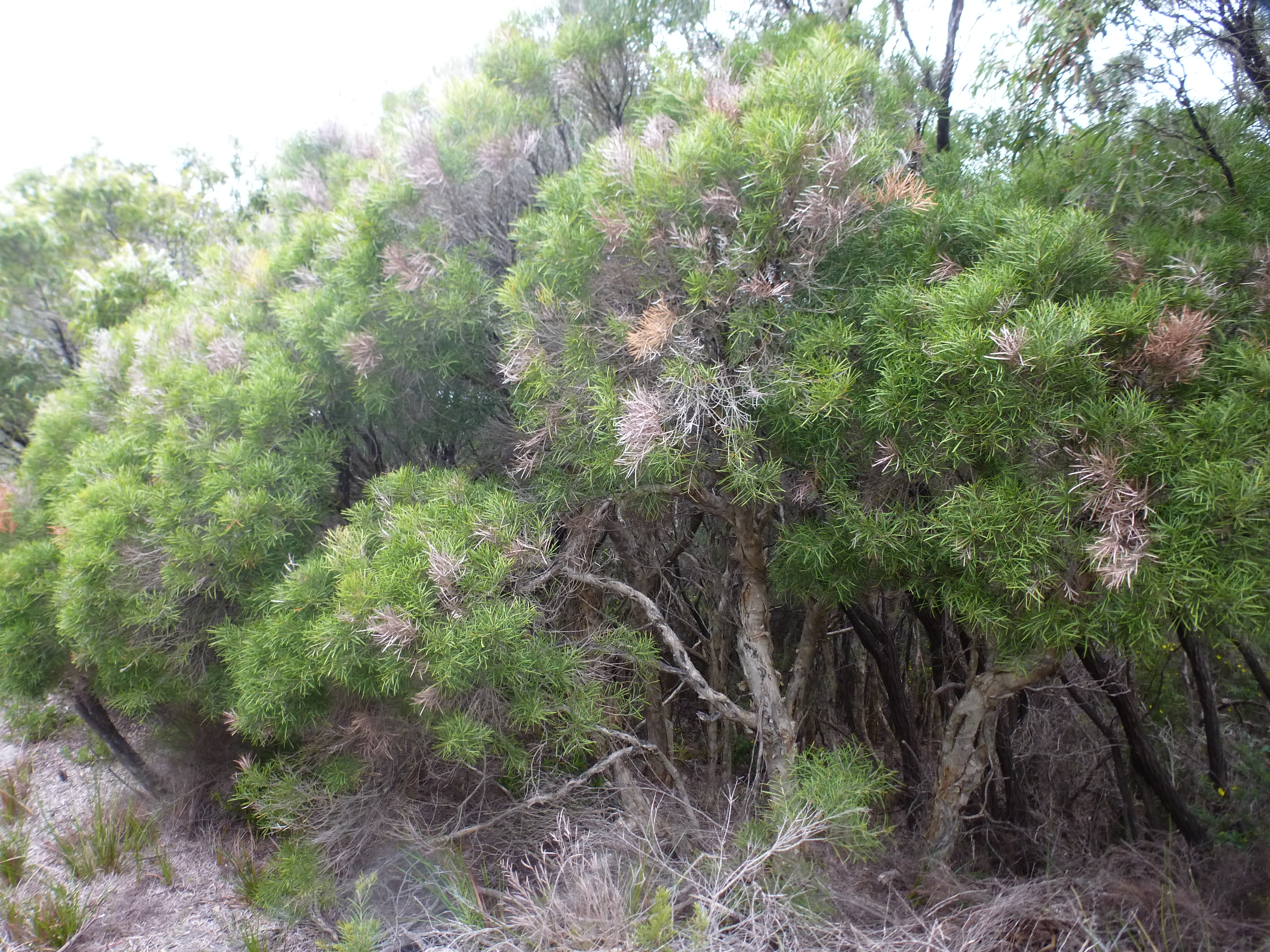
M. croxfordiae